# Kelzang Gyatso
Kelzang Gyatso var den sjunde inkarnationen av Dalai Lama i Gelug-skolan i den tibetanska buddhismen.
På grund av det osäkra politiska läget i Tibet kunde inte Kelzang Gyatso föras till Lhasa sedan han identifierats. Han fördes istället till Kumbumklostret, där han fick sin skolning i den tibetanska buddhismen och antog namnet Kelzang Gyatso.
1717 invaderade de västmongoliska dzungarerna Tibet och dödade en pretendent på Dalai Lamas tron, som dittills härskat i Lhasa. Detta ledde till att Kangxi-kejsaren startade en militärexpedition mot dzungarerna, som dock misslyckades. Inte förrän 1720 kunde Qingimperiet fördriva dzungarerna och Kelzang Gyatso kunde nu bestiga tronen i Potalapalatset som den sjunde Dalai Lama.
1727 förklarade Kangxi-kejsaren Tibet som ett protektorat under Qingimperiet och installerade två ståthållare (amban) och en garnison i Lhasa. Stadens stadsmurar revs och delar av Kham annekterades och införlivades i Sichuan-provinsen.